# Narsarsuaq
Narsarsuaq, Narssarssuaq – miejscowość na południowym wybrzeżu Grenlandii, w gminie Kujalleq.
Według danych oficjalnych w 2011 roku mieszkało w niej 149 osób.
Nazwa miejscowości w języku grenlandzkim oznacza dosłownie "wielką łąkę" albo "wielką równinę".

## Historia miejscowości
W X wieku na przeciwległym brzegu fiordu Tunulliarfik powstała osada Brattahlid (Brattahlíð), założona przez Eryka Rudego.
W 1941 roku po wejściu Amerykanów na Grenlandię, powstała tu baza lotnicza. Jej celem była ochrona Arktyki przez ekspansją III Rzeszy. Roku 1951 uzgodniono, że Dania i Stany Zjednoczone powinny wspólnie monitorować bazę lotniczą. Siedem lat później Stany Zjednoczone zamknęły lotnisko, ale ponownie je otwarto po utracie przez Marynarkę Danii okrętu M/S Hans Hedtoft.

## Atrakcje turystyczne
Ze względu na specyficzny mikroklimat (odmienny od innych części wyspy) w 1988 roku założono tutaj Arboretum Uniwersytetu Kopenhaskiego. Obejmuje ono obszar 15 ha, gdzie odbywają się m.in. badania nad leśnictwem.
W Narsarsuaq jest sto kilka zabytkowych domów, muzeum tutejszego lotniska oraz ruiny szpitala polowego z II wojny światowej.